# Andrena florea
Andrena florea Fabricius, 1793 è un insetto apoideo della famiglia Andrenidae.

## Descrizione
È un apoideo di medie dimensioni, dalla livrea bruno-nerastra, che si caratterizza per la presenza di una larga banda rossa sull'addome.

## Distribuzione e habitat
L'areale di questa specie comprende Eurasia e Nord Africa.

## Biologia
Andrena florea è una specie strettamente oligolettica che si nutre solo di polline di fiori di Bryonia spp.
Le femmine scavano i loro nidi nel terreno.